# Rima
Rima (stfra. rime), poznata još kao srok ili sklik, glasovno je podudaranje na završetku stihova.
U istočnoj (kineskoj, perzijskoj i arapskoj) književnosti pojavljuje se od najstarijih vremena. U antičkoj književnosti je vrlo rijetka, a u europskoj se razvija u Srednjem vijeku. Asonanca (kao prethodnica u europskom pjesništvu) i aliteracija su joj srodne figure.
Rima se u hrvatskom pjesništvu pojavljuje još u početcima stvaralaštva, a posebno u dvanaestercu.

## Vrste rima
S obzirom na raspored postoje: 
- parna – vezuju se po dva uzastopna stiha (aa, bb):

Udahni duh pravi u meni ljubav tvoja,
da sobo(m) ne travi veće pamet moja,
bludeći ozoja z družbo(m) starih poet,
boge čtova koja, kimi svit biše spet.
(Marko Marulić, Judita. Libro parvo)
- ukrštena (križna ili unakrsna) – vezuje se svaki drugi stih (ab, ab):

Kada umre rutav naš Romeo,
Za njim neće ostat znamena;
Znat se neće da je ljubit hteo
Pokojnik što nema kamena.
(Antun Gustav Matoš, Kada umre...)
- obgrljena – rimuju se unutarnji i vanjski stihovi (ab, ba):

Sultan stada, kralj doline, bik,
Ostavivši Savu kao riječni bog,
Traži, borbe željan div, takmaca svog,
Pruživši do šume gordog grla krik.
(Antun Gustav Matoš, Metamorfoza)
- nagomilana (aa, aa):

Vítaj, slavný Stvořiteľu,
vítaj, milý Spasiteľu,
vítaj, věrný náš přieteľu,
všie dobroty davateľu!
(Kunhutina modlitba)
- isprekidana – stihovi se rimuju bez čvrstog rasporeda (ab, cb):

Zbogom da ste, polja i doline,
Župni humci i vrletne gore,
Guste šume, grozdni vinogradi!
Zbogom i ti, Jadrijansko more!
Bože! Kad će moje žedne grudi
Napiti se zraka hrvatskoga?!
Domovino! Kad će tvoje sunce
Ogrijati vjernog sina Tvoga?
(Antun Gustav Matoš, Domovini iz tuđine)
Po broju slogova razlikuju se:
- jednosložna (muška),
- dvosložna (ženska) te
- trosložna (dječja ili daktilska) rima.

Izražajnost rime:
- blagozvučnost
- ritam, ritmičnost (skladnost)
- značenjsko povezivanje i isticanje rimovanih riječi